# Монастирище
Монастири́ще — місто в Україні, в Уманському районі Черкаської області, адміністративний центр Монастирищенської міської громади. Розташоване на правому березі річки Конела (притока Гірського Тікичу) за 54 км на північний захід від міста Умань та за 6 км від залізничної станції Монастирище. Населення становить 8 647 осіб.

## Історія

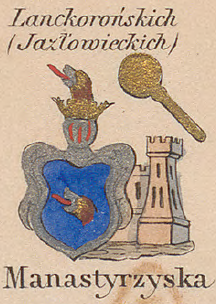
Монастирище на мапі Зигмунда Герстмана

Існує легенда, що назва Монастирище (Монастериська) виникла з двох слів — монастир на попелищі. За переказами, ця місцевість мала декілька монастирів, один з яких був кам'яним, а інші з дерева.
На території міста виявлено знаряддя праці доби пізньої бронзи.
Монастирища засновані князями Збаразькими на початку 17 століття. Перша документальна згадка датована 1622 роком. Думка про те, що Монастирище «вперше згадується у літописах другої половини 16 століття, як укріплене містечко» Брацлавського воєводства, не є правдивою. Промовисто неісторичною є й «освячена» численними «клонуваннями» на різних рівнях та «святкуваннями» «теза» про «існування» Монастирища з 1050 року.
1635 дідичем був князь Ярема Вишневецький.
1648 року повстанські загони під проводом Максима Кривоноса вигнали шляхту з міста. Збереглися руїни укріплень, біля яких 20—21 березня 1653 року 4-тисячний козацький загін Івана Богуна розбив 15-тисячне польське військо С. Чарнецького. 
| «Наші, як ошпарені, кинулися тікати, залишили не тільки місто з усією здобиччю, але навіть свій обоз, поранених і хворих, так що за цю ніч сім миль пробігли» | — писав про панічну втечу з поля бою шляхтич Твардовський.
У 1664 році Монастирище було розорене польськими каральними військами. За Андрусівським перемир'ям 1667 року містечко знову відійшло до Польщі.
Після приєднання Правобережної України до Росії в кінці 18 століття, Монастирище 1797 року ввійшло до Липовецького повіту Київської губернії. Воно значилося містечком у ревізьких реєстрах 1795 року і офіційно затверджене в 1811 році. Населення переважно займалося хліборобством, садівництвом і бортництвом (бджільництвом).
1775 місто належало брацлавському воєводі М. Лянцкоронському. У місті було 68 осель, на передмісті 181 оселя. Палац у Монастирищі фундував Юрій чи Леон фон Кальм-Подоський (1824—1894).
Станом на 1885 рік у колишньому власницькому містечку, центрі Монастирищенської волості, мешкало 4687 осіб, налічувалося 647 дворових господарств, існували 4 православні церкви, костел, синагога, єврейський молитовний будинок, школа, аптека, постоялий двір, 4 постоялих будинки, 31 лавка, 4 водяних млини, цегельний, пивоварний і винокурний заводи, проводилися базари у вівторки.
За переписом 1897 року кількість мешканців зросла до 9404 осіб (4608 чоловічої статі та 4796 — жіночої), з яких 6323 — православної віри, 2620 — юдейської.
У 1897—1898 роках тут побудовано цукровий завод, на якому 1900 року працювало 420 робітників. Окрім нього діяли гуральня і цегельня, що належали власникові містечка, миловарний завод та понад два десятки млинів і кузень.
За даними 1900 року, власнику маєтку належало 3020 десятин землі, церквам — 301 і 4118 десятин мешканцям міста, яких тоді налічувалося 9503 осіб.
У січні 1920 року у Монастирищі розпочалась тривала радянська окупація.
З січня 1923 року Монастирище стало районним центром і до жовтня 1930 року входило до складу Уманського округу. Тоді тут діяло 8 дрібних промислових підприємств (крупорушки, млини, олійниця, бондарня), на яких працювало кілька десятків робітників.
З 1926 року в селі працювала кінопересувка та бібліотека, у якій було 5356 книг.
1928 року запрацював Монастирищенський цукровий завод, який з 1922 року був на консервації. Відновив роботу спиртовий завод
Наприкінці 1929 року, під час масової колективізації, у селі організовано три товариства спільного обробітку землі: «Перший крок», «Нове життя» та «Спільний лан». На їхній основі, у травні наступного року, створено сільськогосподарську артіль «Нове життя». У 30-х роках створено кілька артілей промислової кооперації: «Коваль-Стельмах», імені «5 грудня», імені «21 роковини Жовтня», «Колективна праця» та інші. У 1931 році відкрито Монастирищенську МТС.
У 1930 році в місцевій лікарні працювали 9 лікарів. 1938 року при ній створено рентгенологічний та фізіотерапевтичний кабінети і окрему санітарну станцію. З 1937 року розпочав роботу дитячий садок.
23 липня 1941 Монастирище було окуповане військами нацистської Німеччини. 20 жовтня 1941 було утворено Монастирищенський ґебіт. 10 березня 1944 село реокуповане частинами 42-ї гвардійської стрілецької дивізії. Почалося відновлення господарства.
У 1944 році відбудовано і відремонтовано школи, лікарню, більшість установ, МТС, залізничну станцію. Упродовж 1944—1946 років, в основному було відбудовано пошкоджені виробничі приміщення промислових артілей і спиртзаводу. Стало частиною Вінницької області (деякі старожили вважають, що вони мешкають у Вінницькій області й дотепер).
З січня 1954 року Монастирище ввійшло до новоствореної Черкаської області. 2 квітня 1957 р. йому надано статус селища міського типу.
У 1971 році на станції Монастирище введено в дію новозбудований залізничний вокзал.
Станом на 1972 рік у місті працювала лікарня на 150 ліжок, два дитячі садки, дві середні школи, будинок культури на 450 місць.

## Населення

### Національний склад
Розподіл населення за національністю за даними перепису 2001 року:
| Національність  | Відсоток |
| --------------- | -------- |
| українці        | 97,18 %  |
| росіяни         | 2,18 %   |
| інші/не вказали | 0,64 %   |

### Мова
Розподіл населення за рідною мовою за даними перепису 2001 року:
| Мова            | Відсоток |
| --------------- | -------- |
| українська      | 97,46 %  |
| російська       | 2,12 %   |
| інші/не вказали | 0,42 %   |

## Храми міста
У наш час місто має два храми Московського патріархату (Летичівка) та храм Київського Патріархату. Також на території району розташований один молитовний будинок адвентистів Сьомого дня, та один будинок молитви баптистів.

## Промисловість
У місті працюють підприємства
- «Монастирищенський машинобудівний завод». З дня заснування завод виготовив і поставив 125 тисяч 300 парових і водогрійних котлів, які застосовуються в організаціях «Теплокомуненерго» і в інших установах важкої і легкої промисловості, де потрібні пара і тепло;
- Монастирищенський котельний завод «Енергетик»;
- Завод «Монфарм», що спеціалізується на випуску фармацевтичних засобів;
- ТОВ «Теплолідер» — виготовляє парові, водогрійні, твердопаливні котли тривалого горіння, транспортабельні котельні установки та інше функціональне котельно-допоміжне обладнання.)
- ТОВ «Монастирищенський котельний завод», спеціалізується на виготовленні засобів благоустрою територій (урни, лавки, автобусні зупинки, дитячі майданчики тощо.)
- «Кераміка Монастирище»;
- «Преміум Пак Україна».

## Освіта
- «Ліцей «Ерудит» (раніше Школа № 1);
- Школа № 2;
- Школа № 5;
- Монастирищенський професійний ліцей (колишнє ПТУ);
- Ліцей-інтернат «Обдарованість».

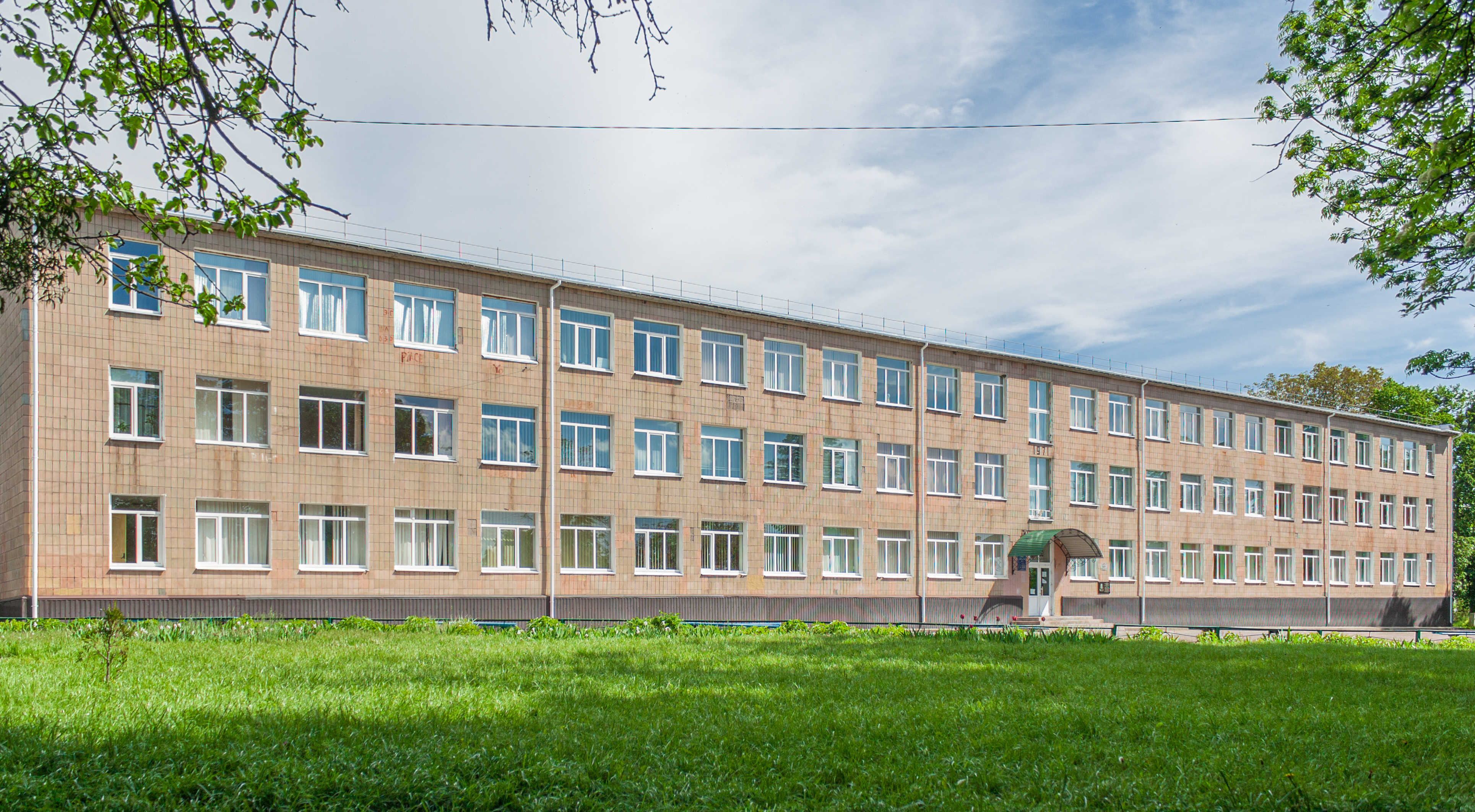
Ліцей "Ерудит"
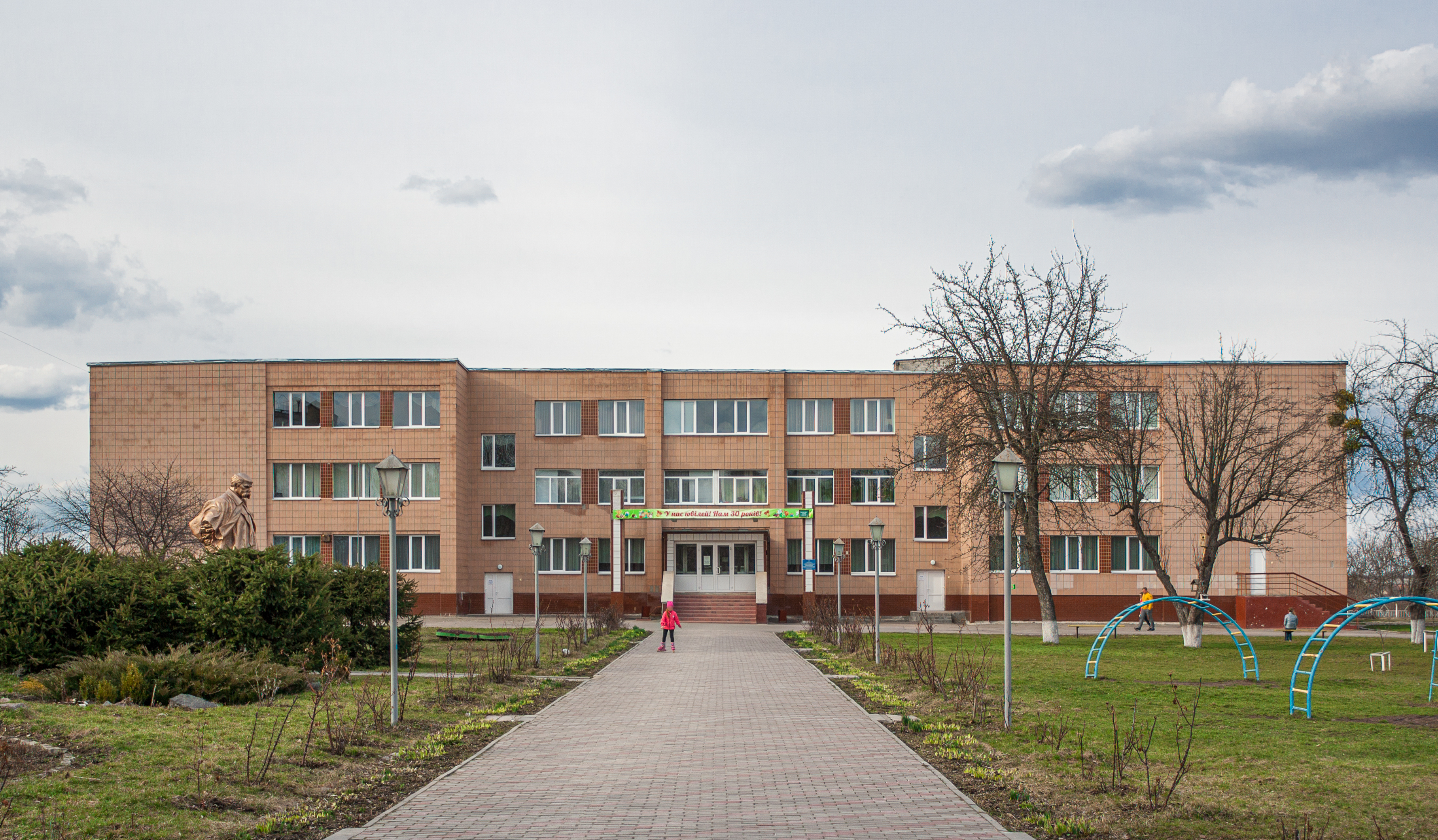
Школа № 5
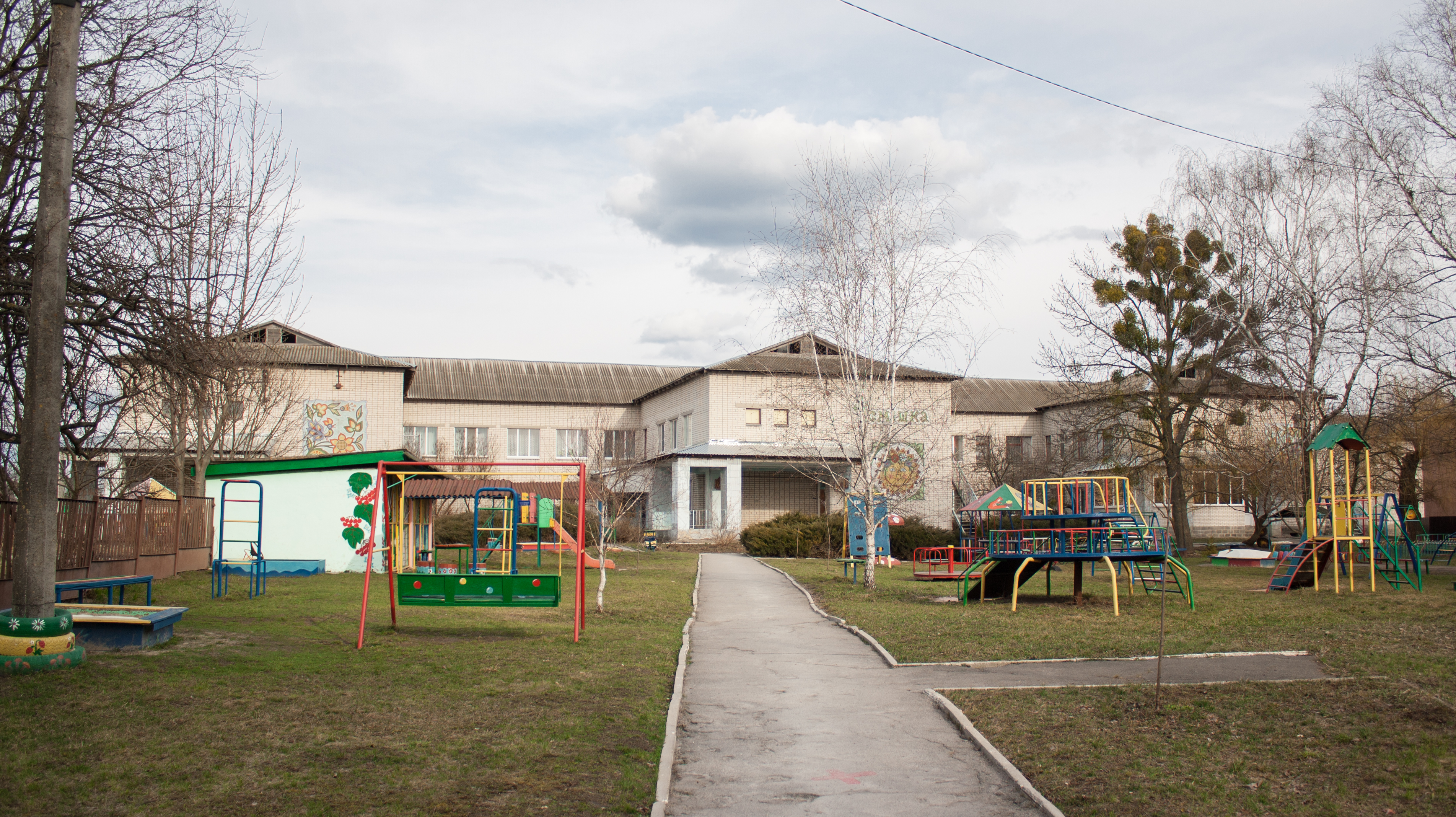
Дитсадок "Усмішка"

## Культурна спадщина
У Монастирищі працює краєзнавчий музей, відкритий 1970 року. Є братські могили воїнів, партизан і мирних жителів, які загинули у Другій світовій війні, пам'ятні знаки жертвам політичних репресій та жертвам Голодомору 1932—1933 рр.. На честь радянських льотчиків встановлений літак МІГ-21, на честь сільгосппрацівників — трактор У-2.
Будинок челяді гетьмана Тарновського збудований в XVIII ст. (1712-1720 рр.) і являється найстарішою спорудою в місті. Це єдине приміщення маєтку першого монастирищенського поміщика Тарновського − засновника містечка, яке збереглося до наших днів.
Архітектурною пам'яткою є районний будинок культури, який раніше був культовою спорудою (костелом).
У місті розташована ботанічна пам'ятка — Алея вікових лип та парк-пам'ятка садово-паркового мистецтва - Парк Подоського

На честь міста Монастирище названа українська кіберспортивна організація Monte, засновником якої є уродженець міста Володимир «Woro2k» Велетнюк.

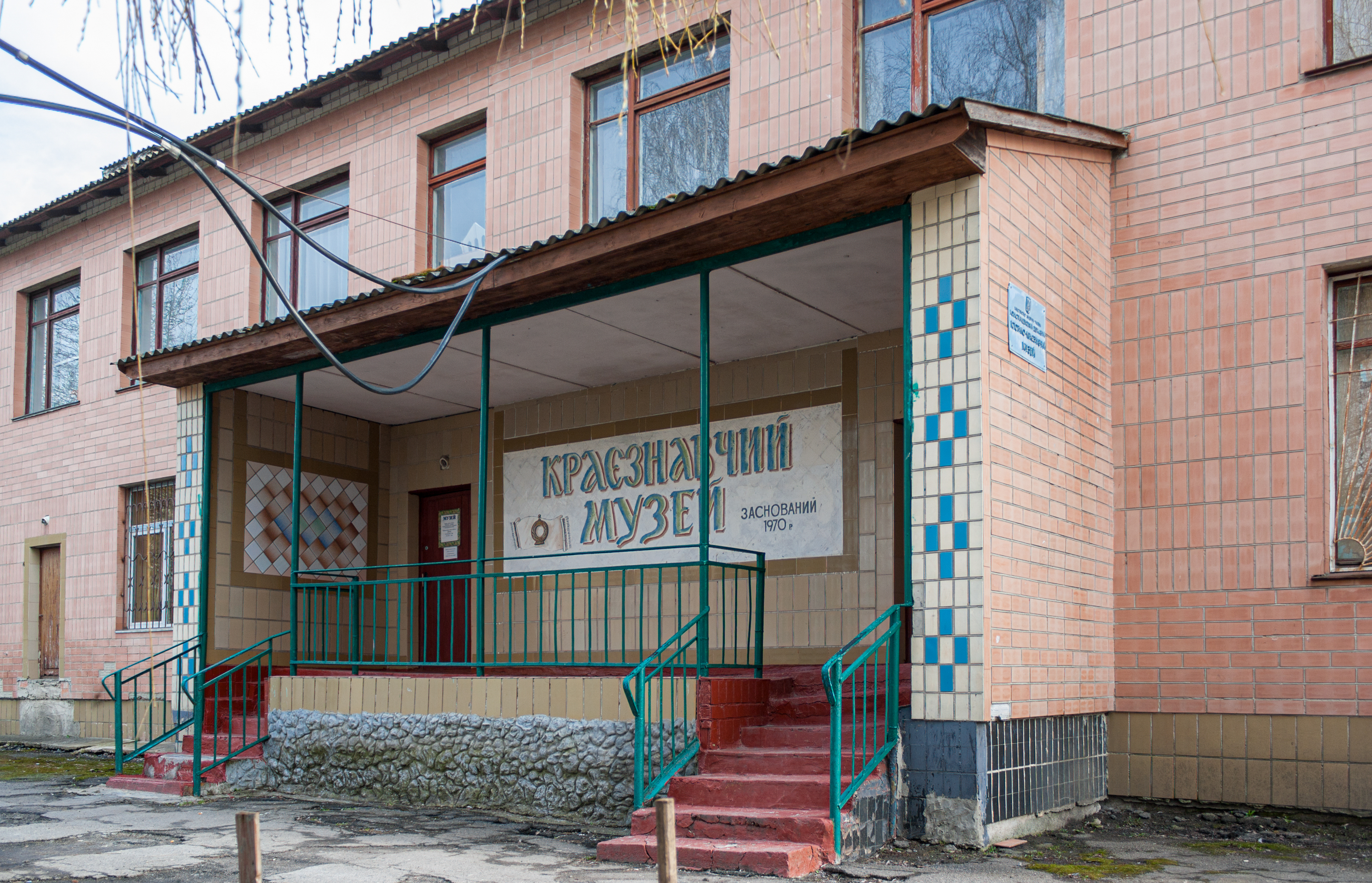
Краєзнавчий музей
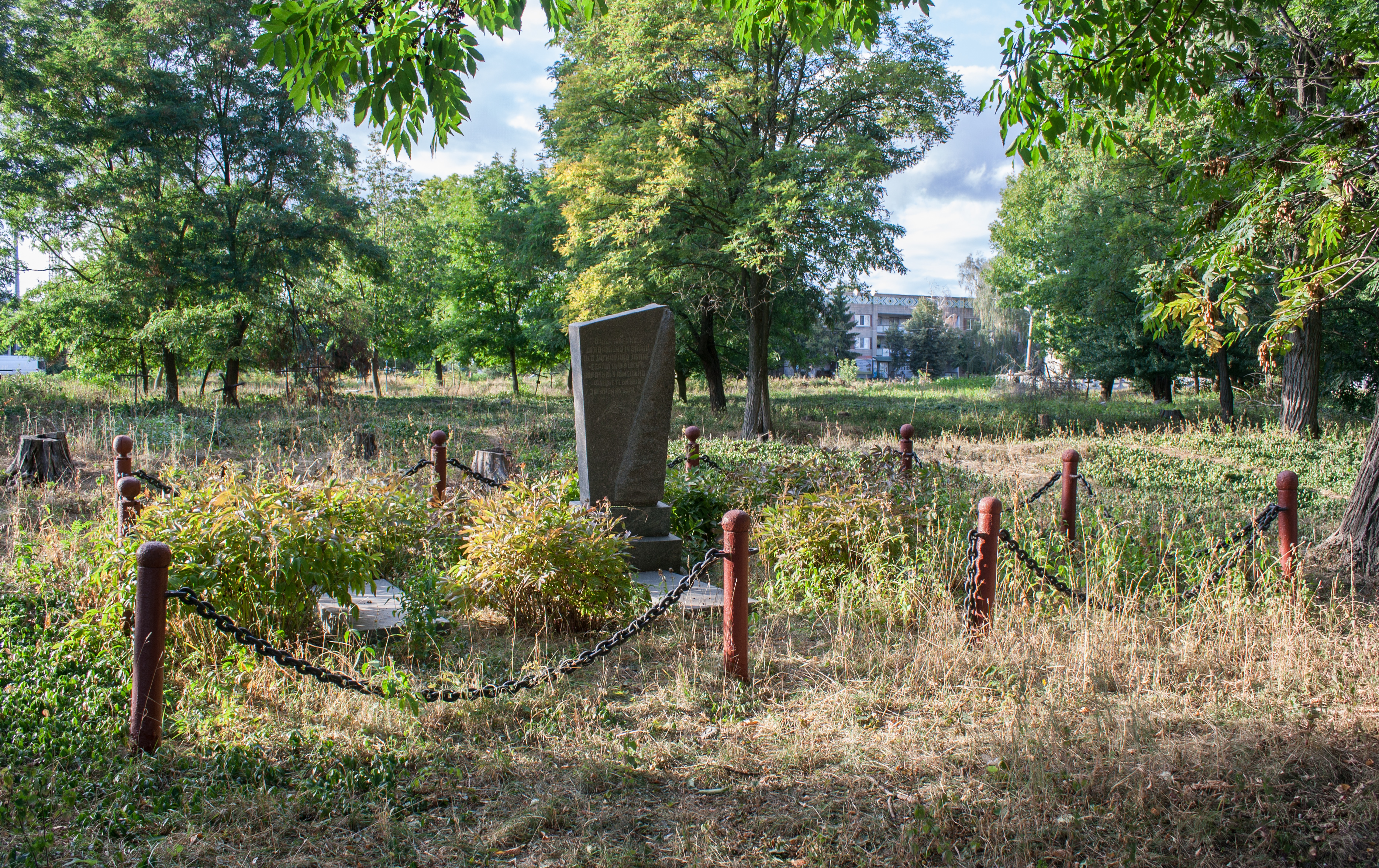
Братська могила радянських воїнів
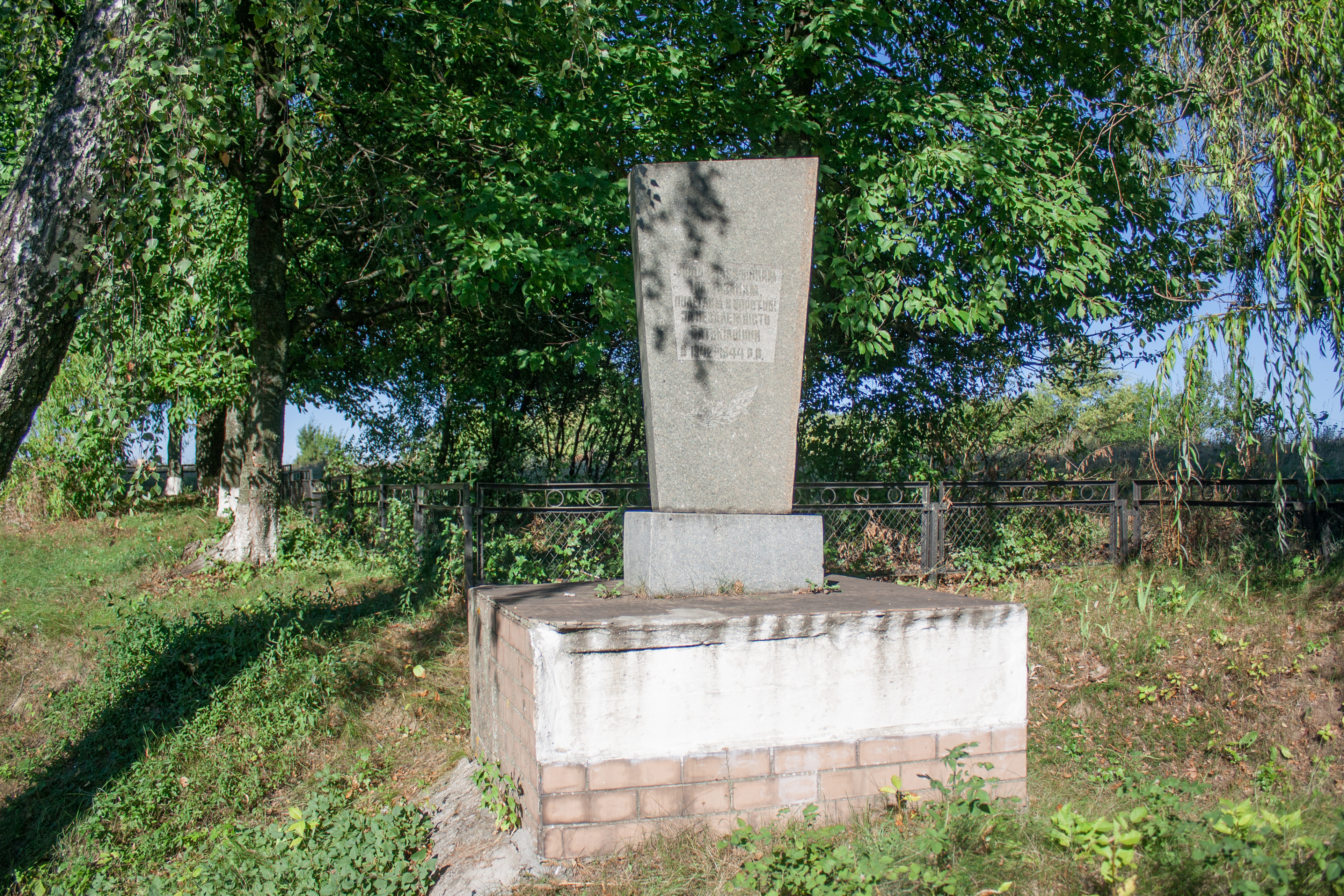
Братська могила радянських партизан
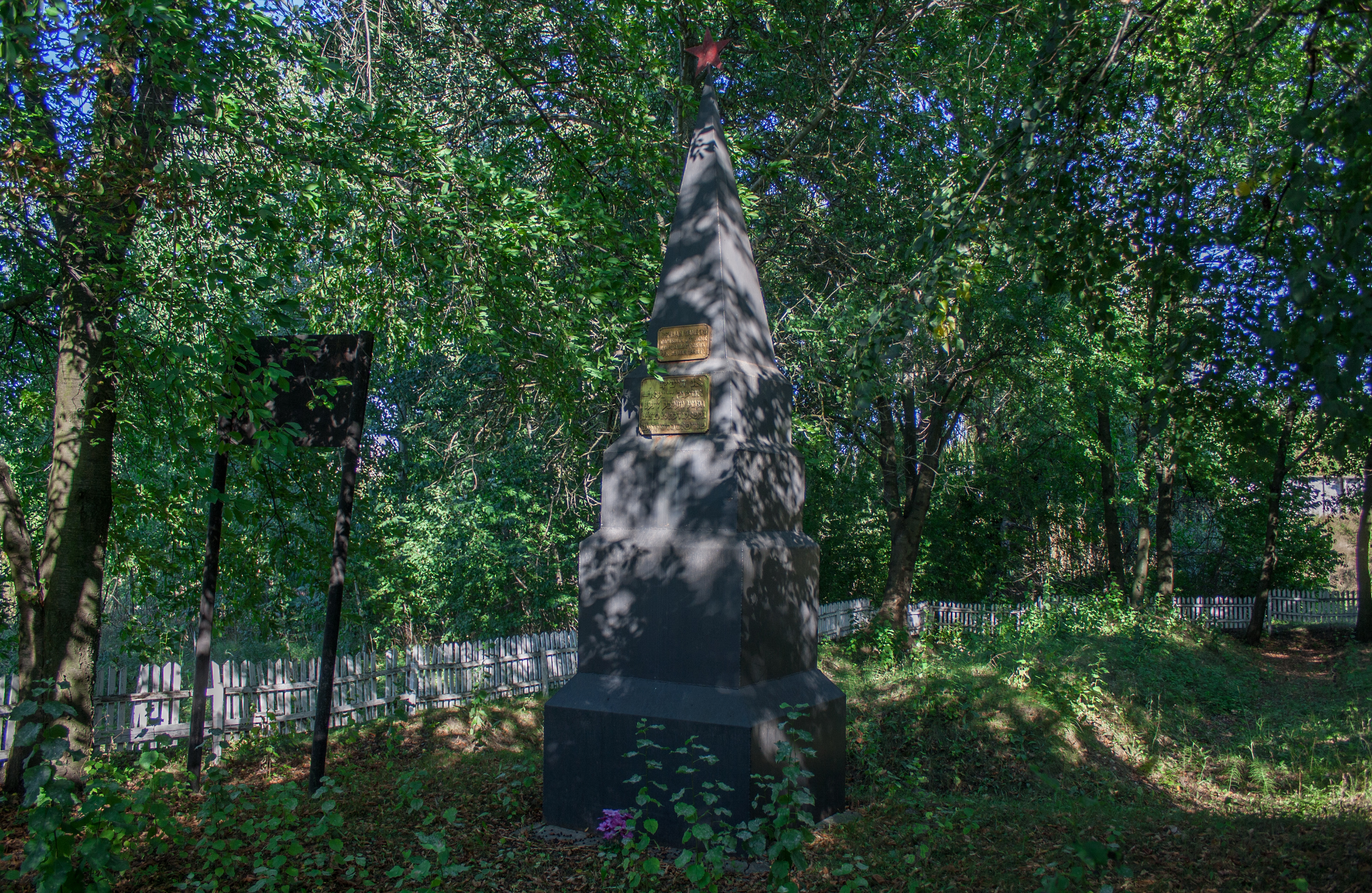
Братська могила мирних жителів
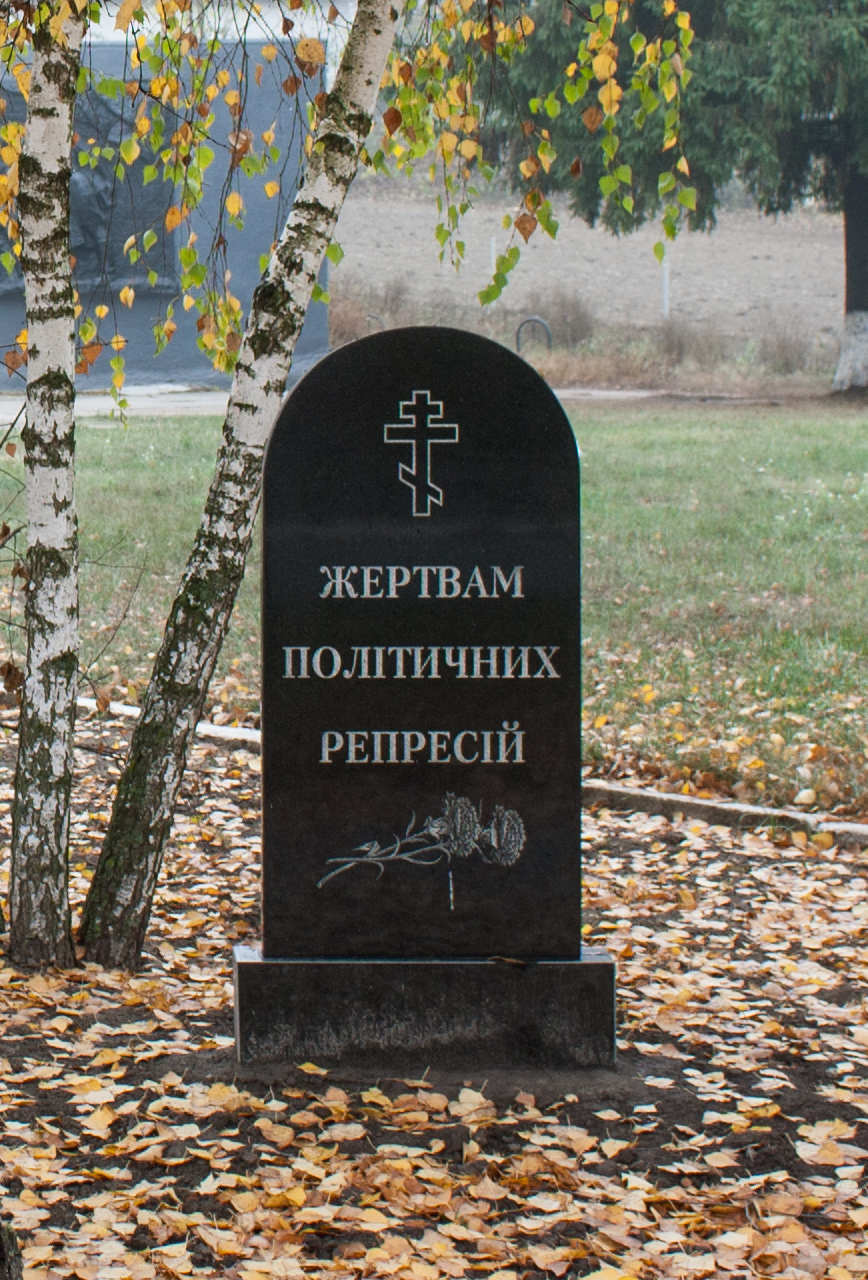
Пам'ятний знак жертвам політичних репресій
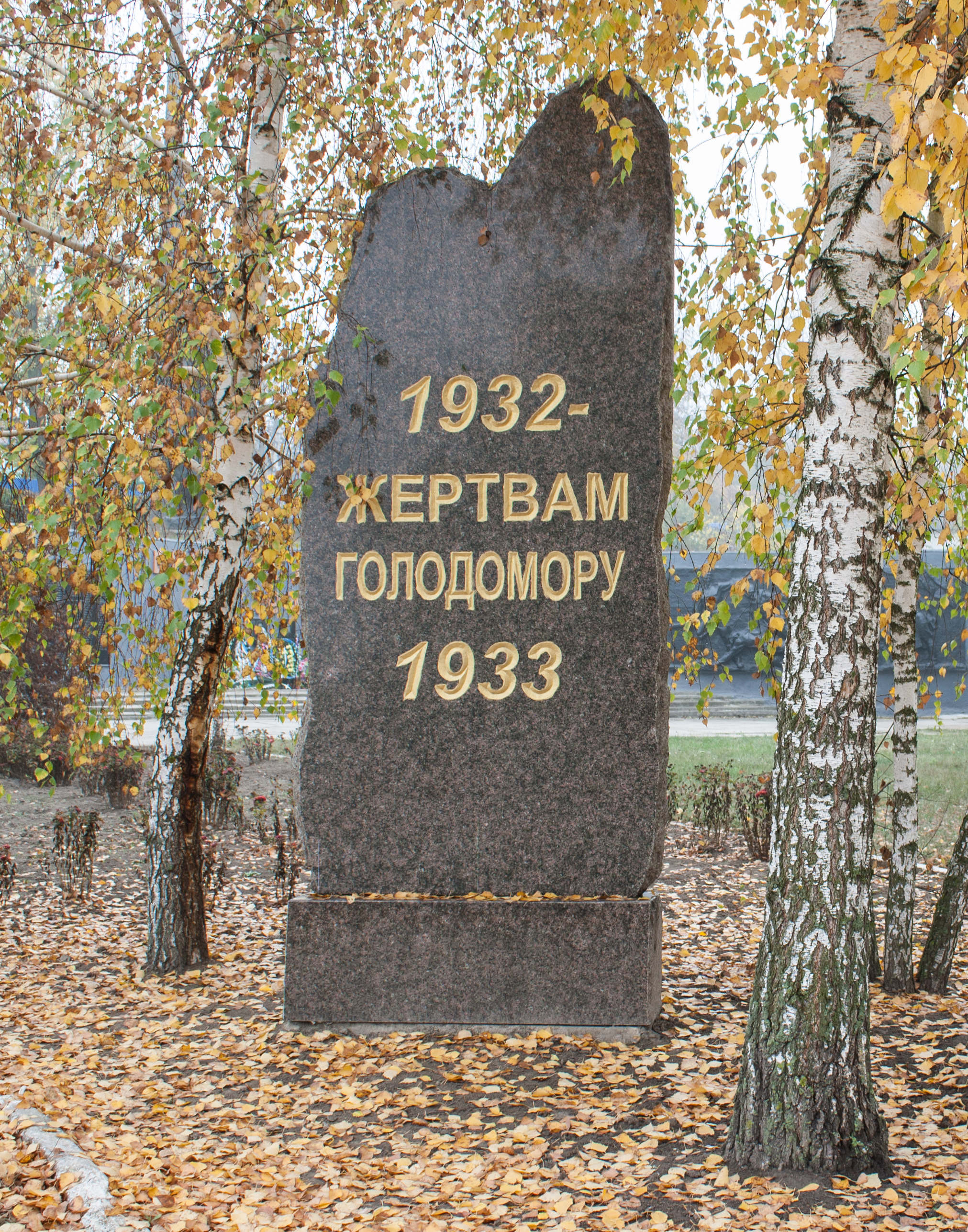
Пам'ятний знак жертвам Голодомору
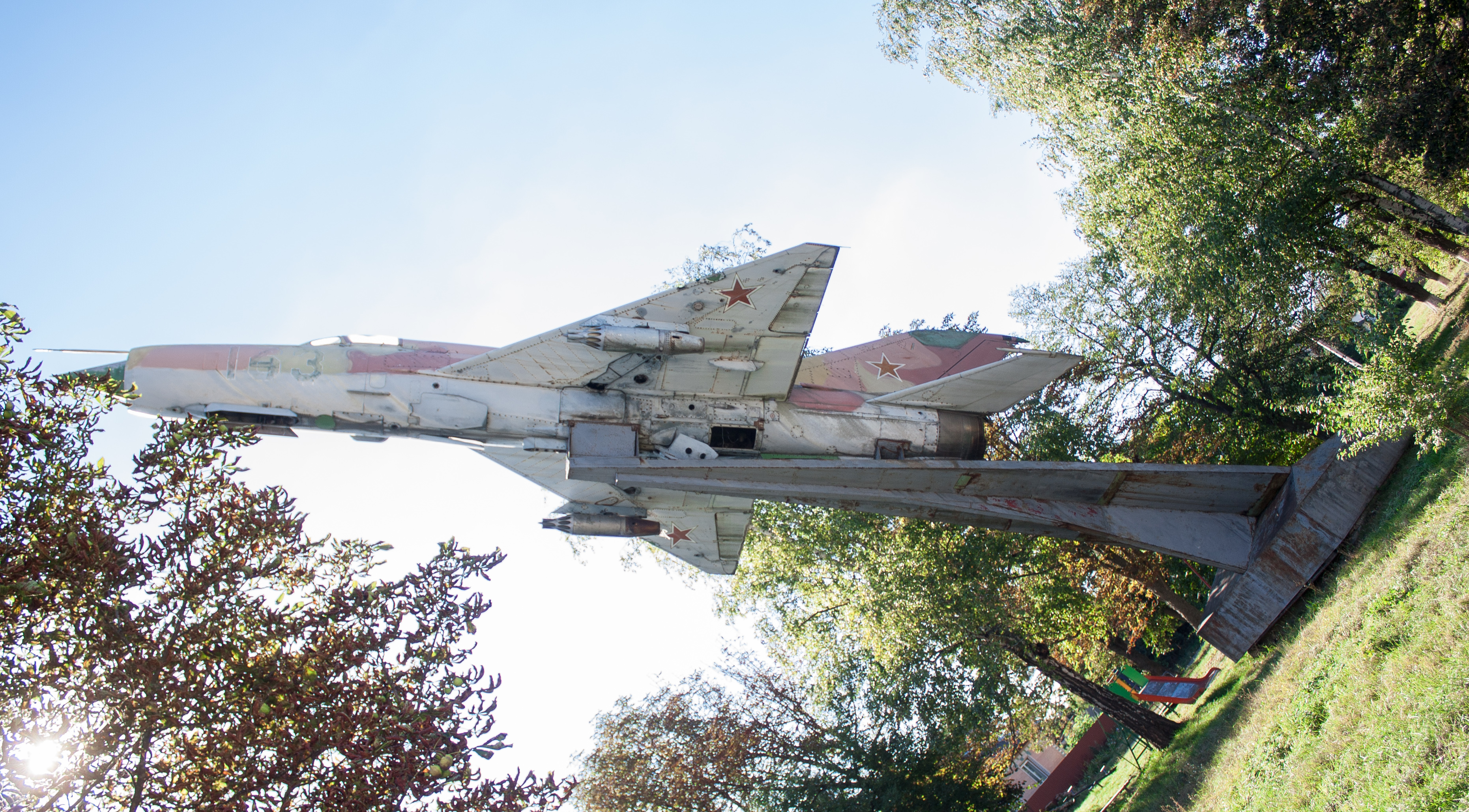
Пам'ятний знак на честь радянських льотчиків
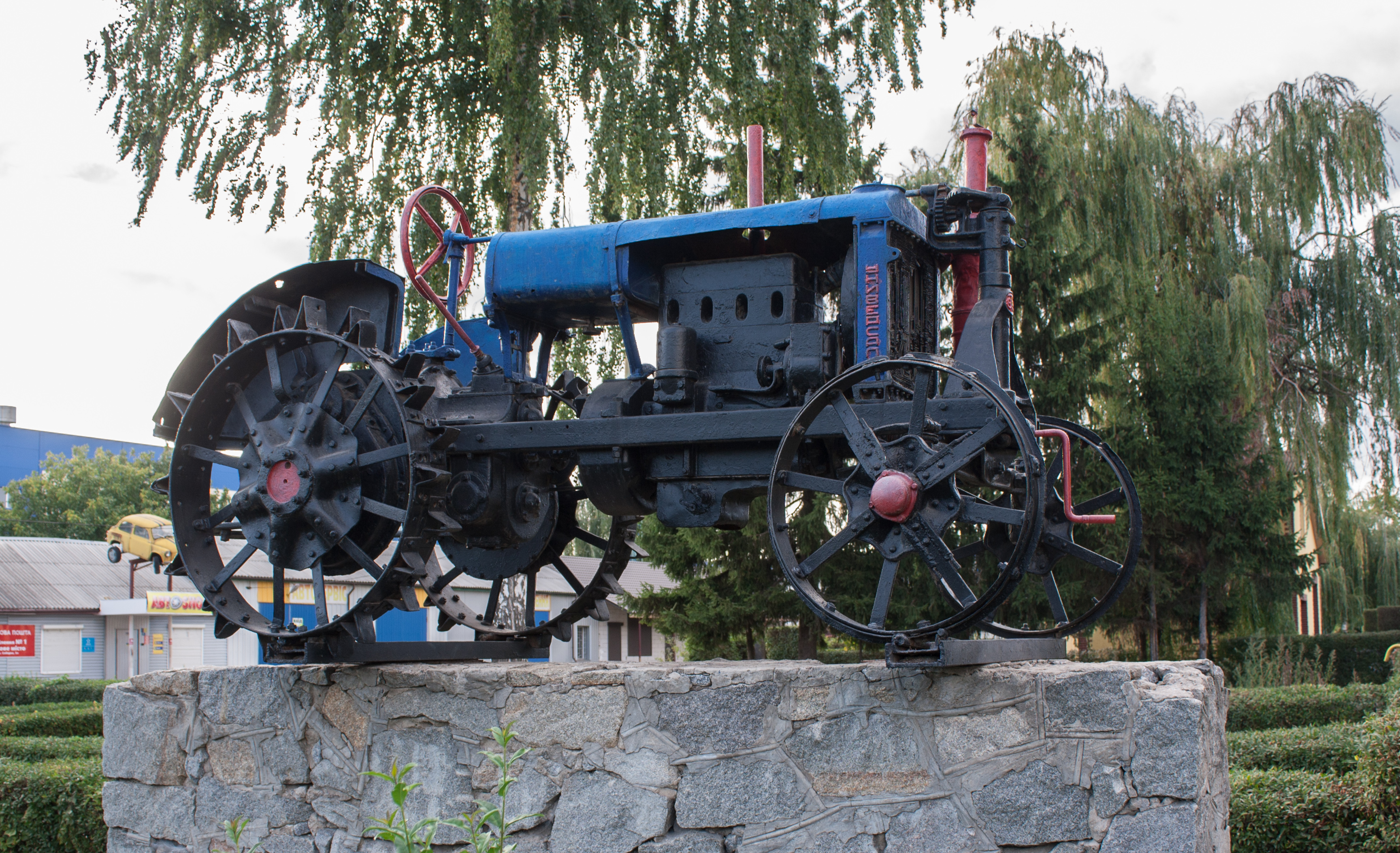
Трактор У-2
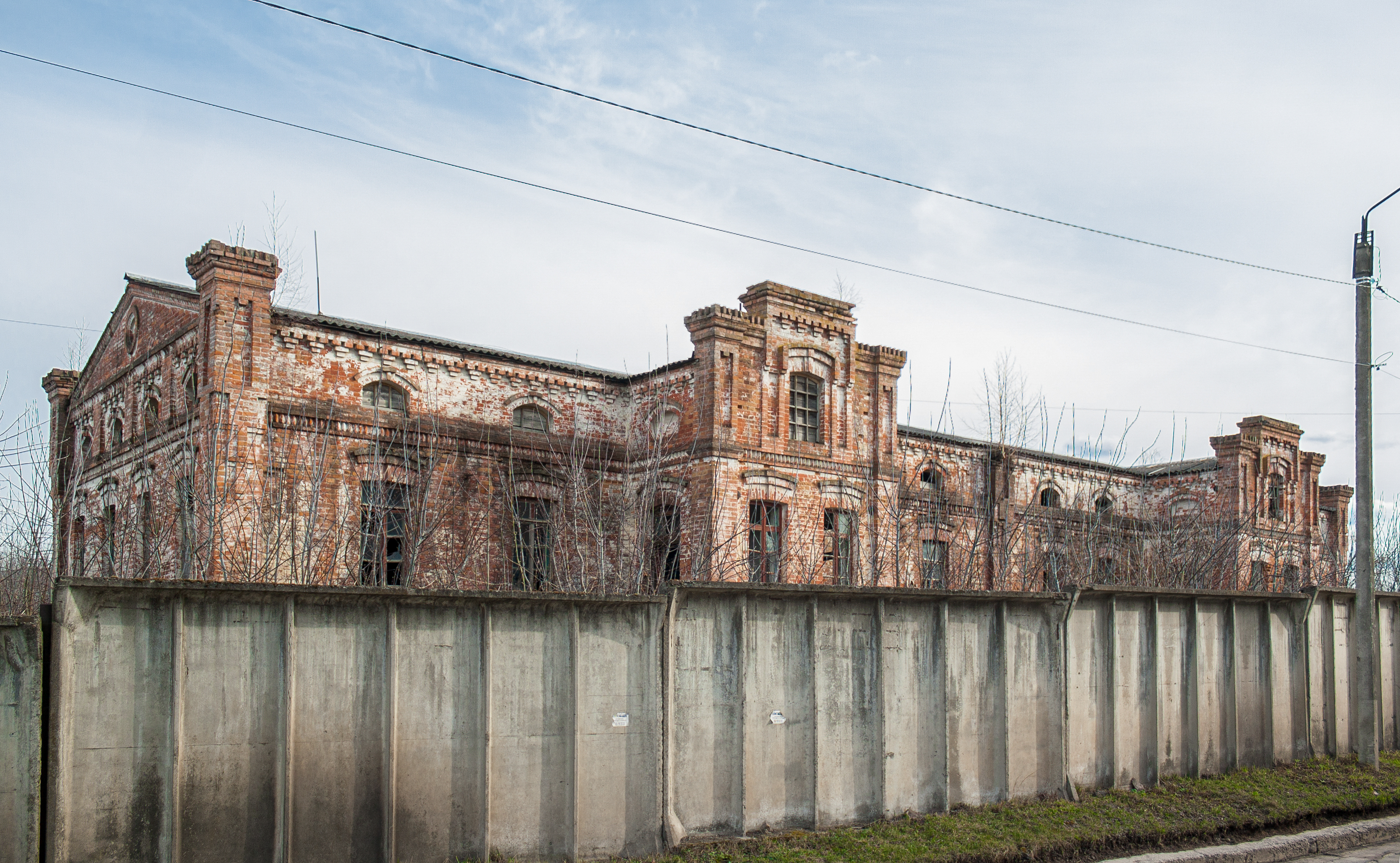
Будинок челяді гетьмана Тарновського
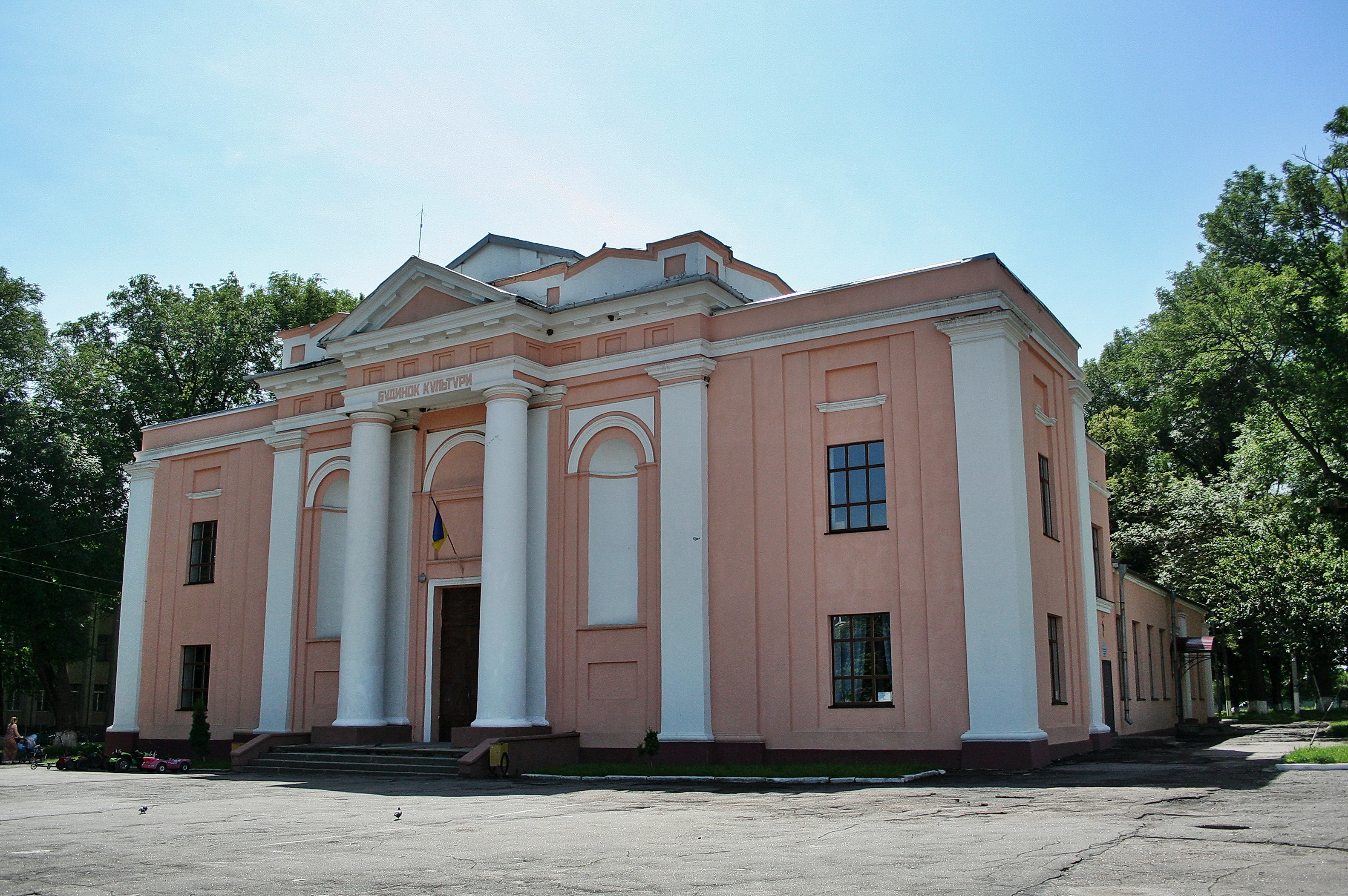
Будинок культури (колишній костел)
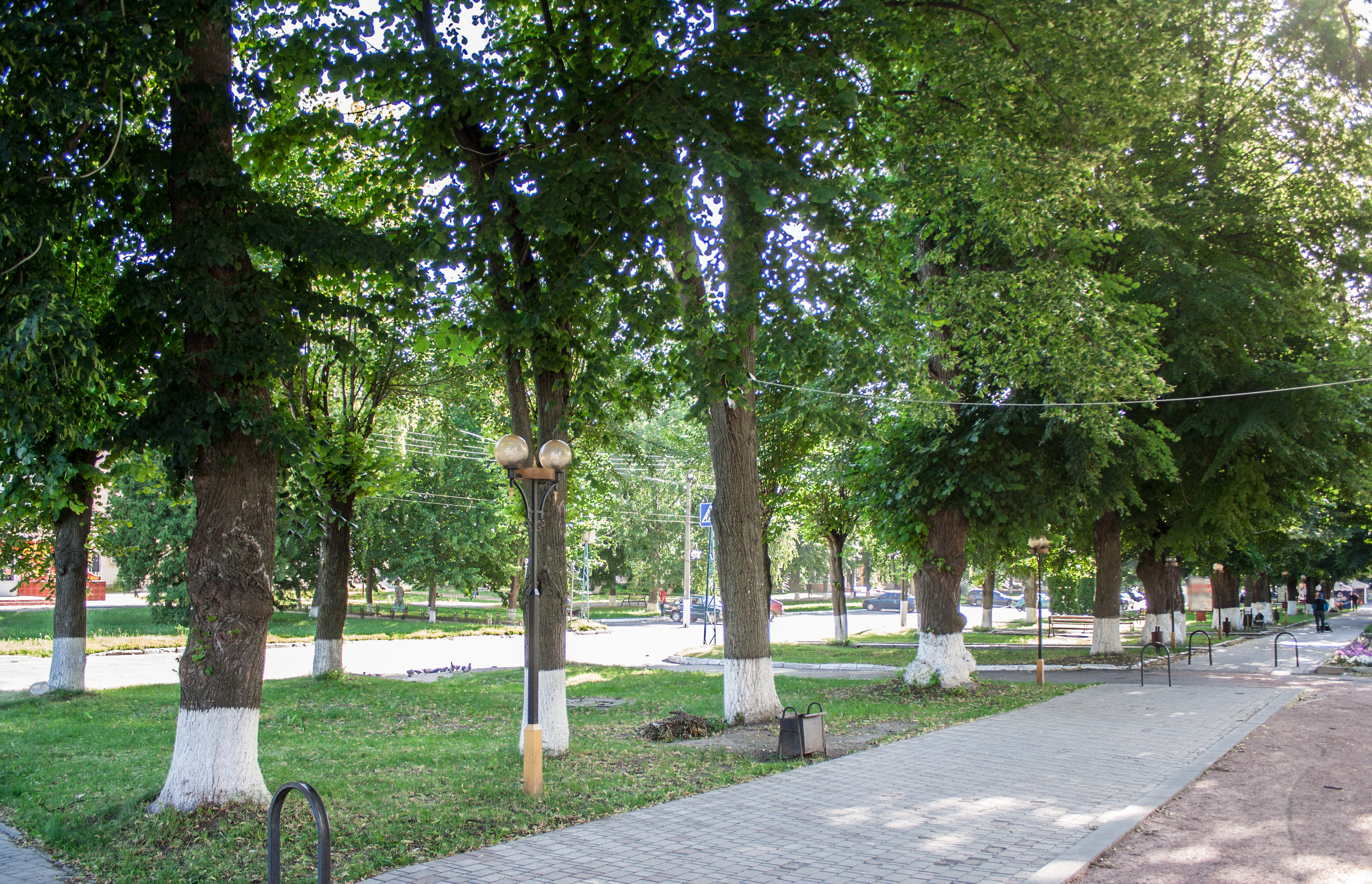
Алея вікових лип
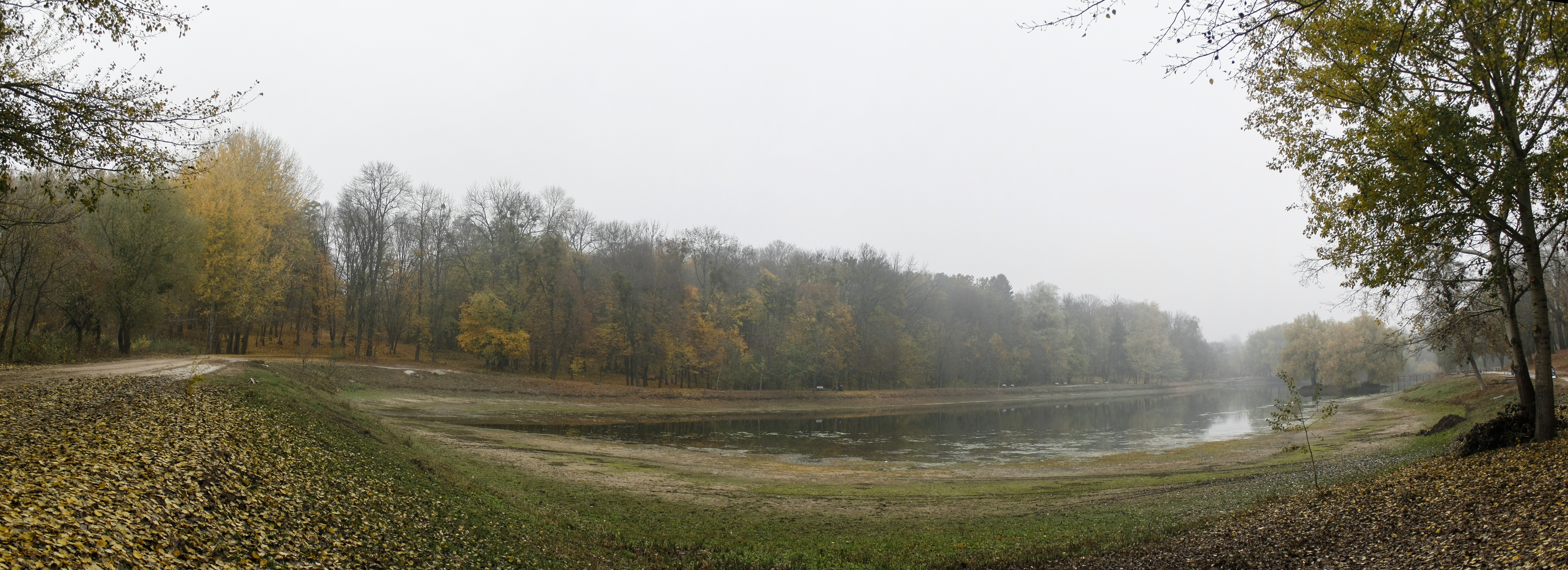
Парк Подоського

## Відомі люди

### Народилися
- Ковалевський Іван Іванович (1882—?) — український драматичний актор і співак, заступник директора театру Миколи Садовського.
- Мільнер Рафаїл Ісайович (1910—1979) — Герой Радянського Союзу[14].
- Шамрай Віталій Володимирович (1990—2017) — солдат Збройних сил України, учасник російсько-української війни.

## Галерея

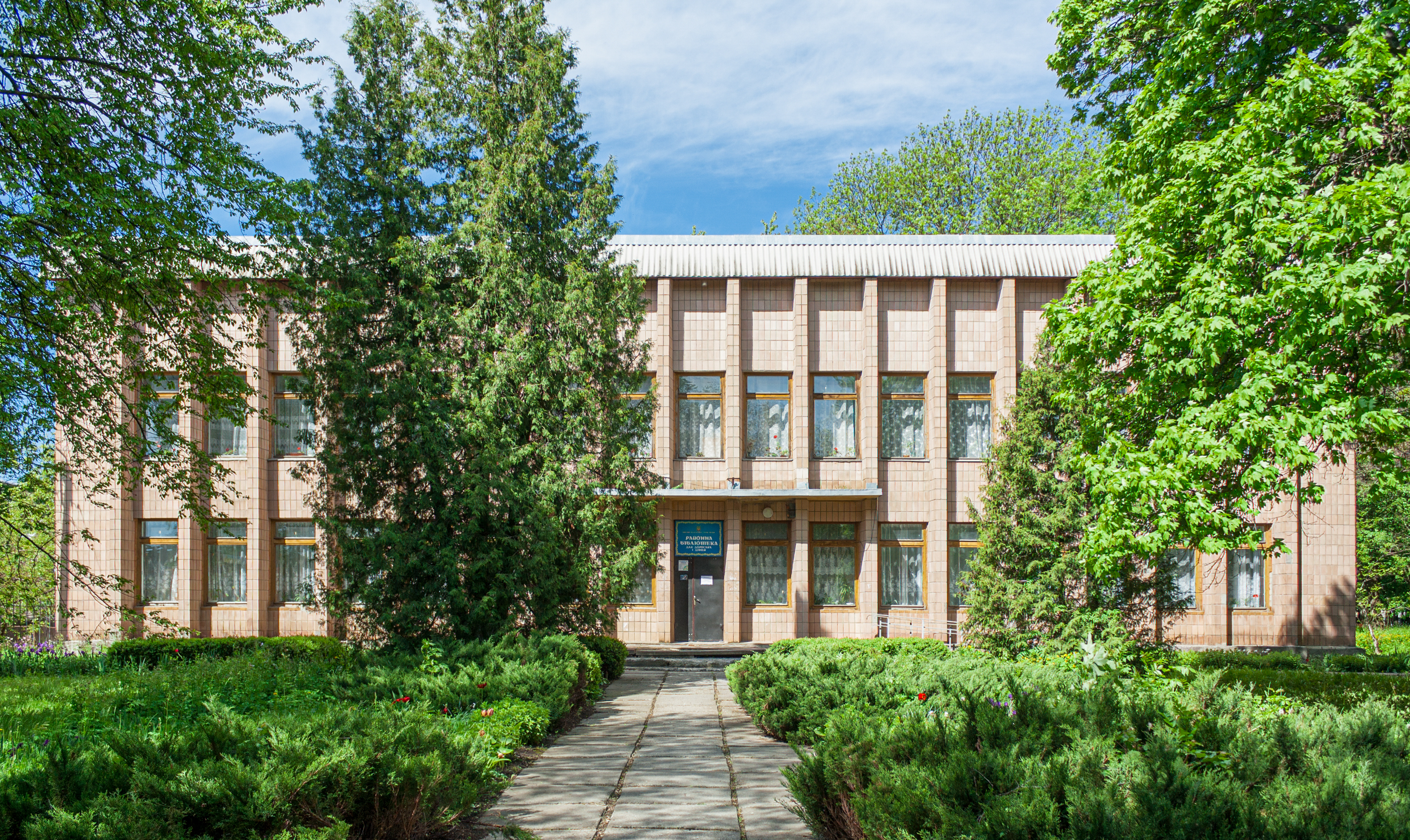
Бібліотека
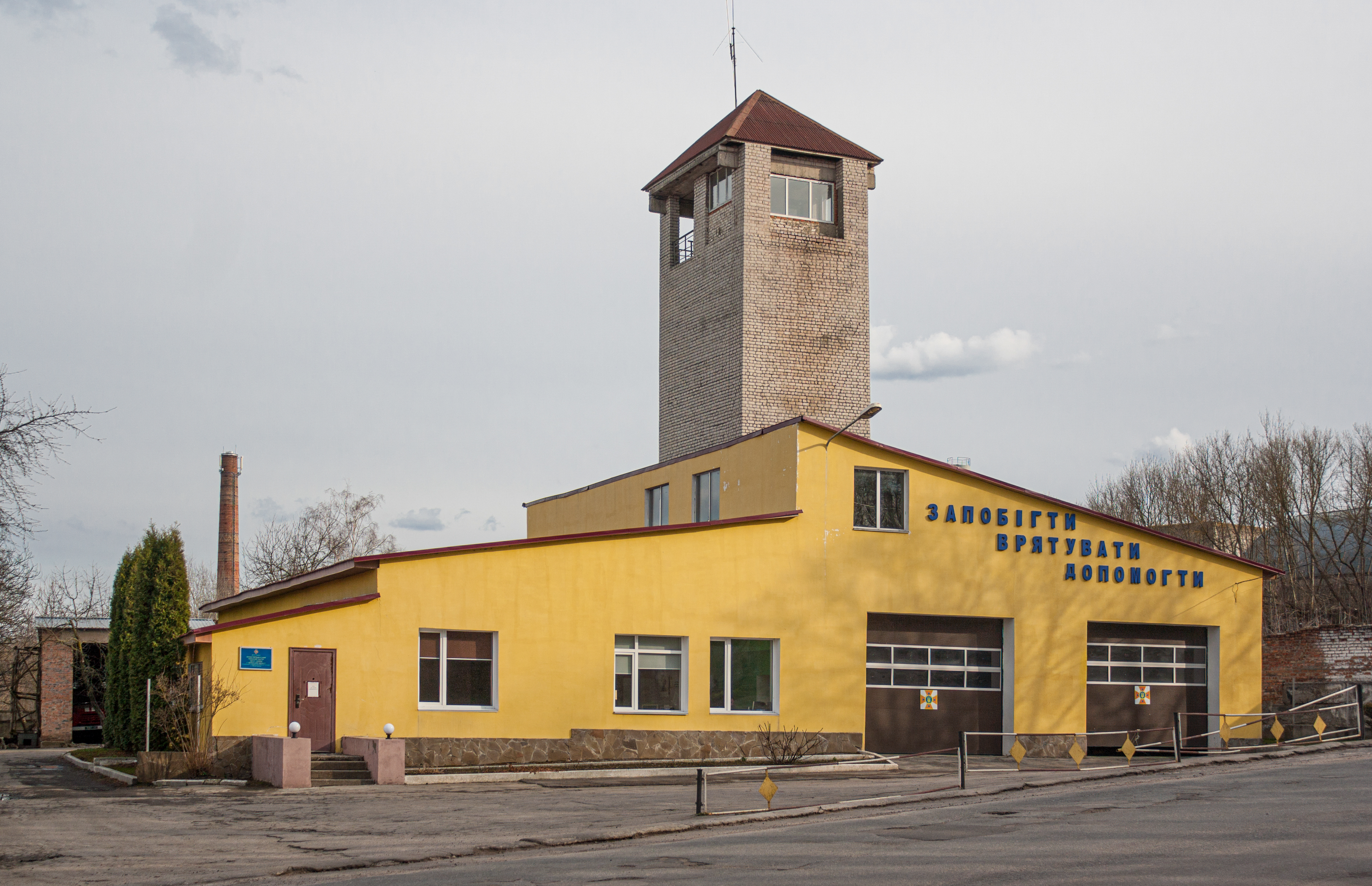
Пожежна частина
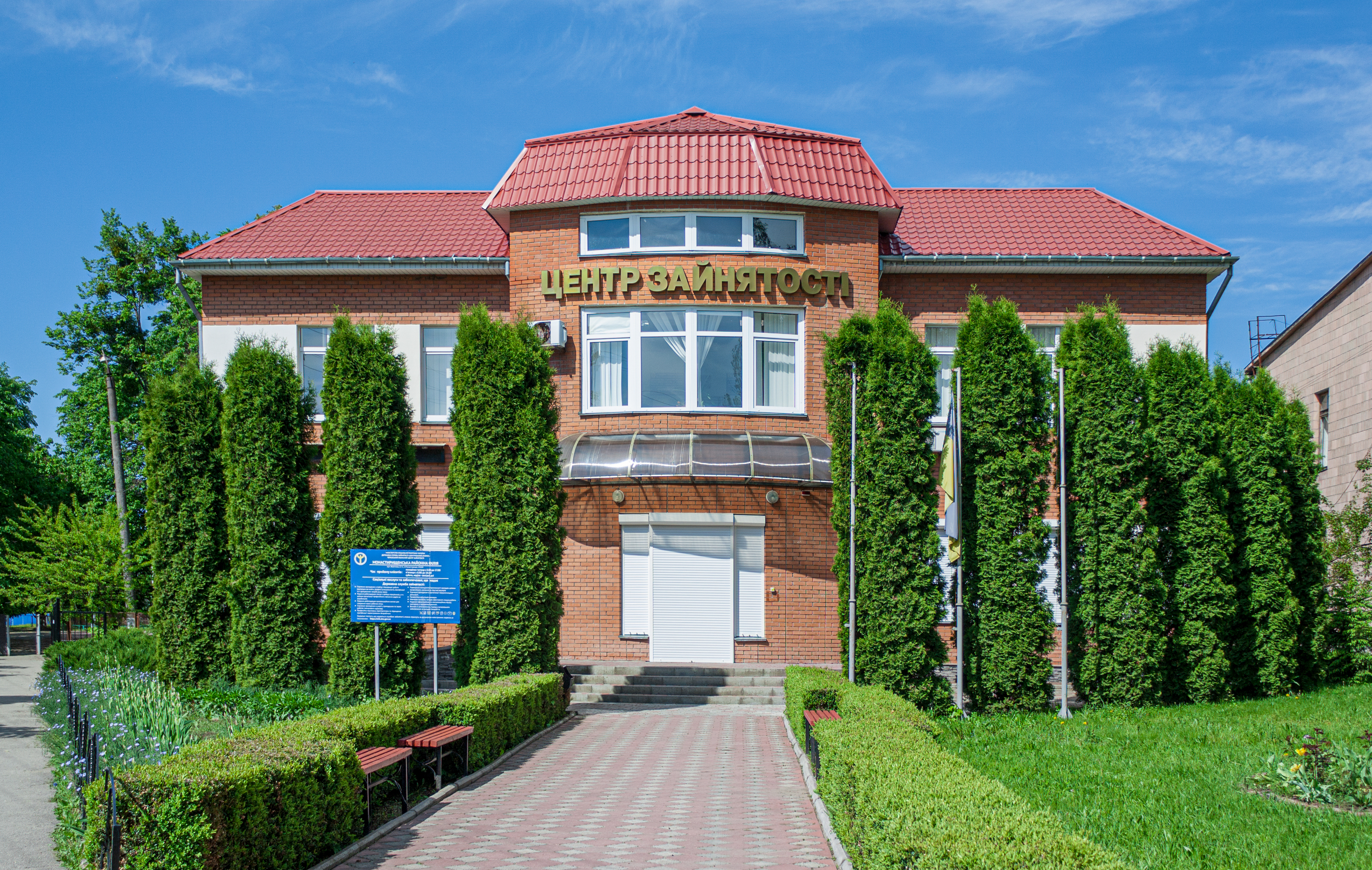
Центр зайнятості
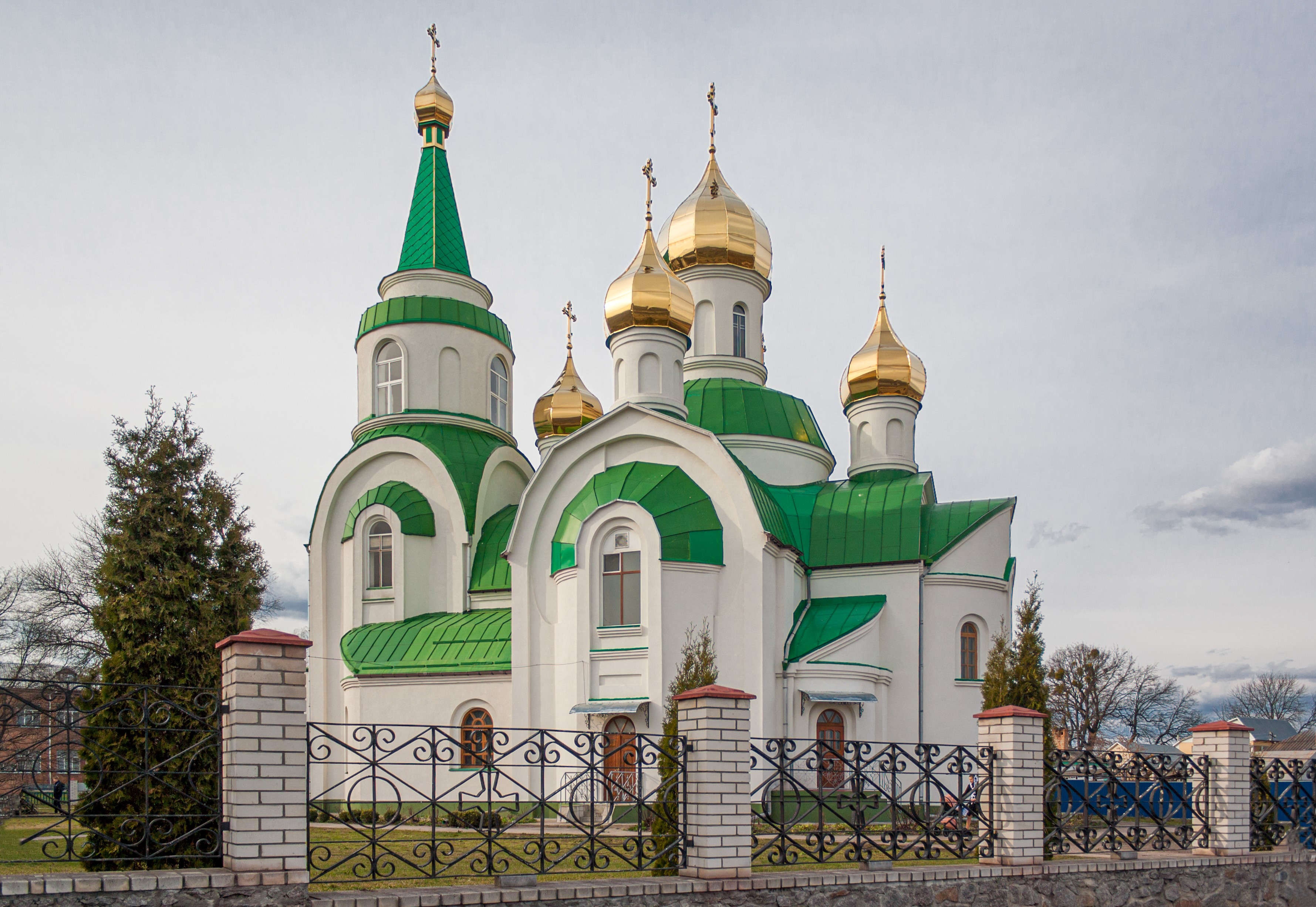
Церква